# Estádio Ilha do Retiro
Het Estádio Adelmar da Costa Carvalho, beter bekend als Estádio Ilha do Retiro, is een voetbalstadion in de Braziliaanse stad Recife in de deelstaat Pernambuco. Het stadion werd gebouwd in 1937. De Braziliaanse voetbalclub Sport Recife heeft er zijn thuisbasis.

## WK interland
Tijdens het WK voetbal dat in 1950 in Brazilië plaatsvonden werd 1 wedstrijd in Ilha do Retiro gespeeld. Het stadion had tijdens dat toernooi een capaciteit van 30.000 toeschouwers. Voor het WK 2014, dat ook in Brazilië zal plaatsvinden, werd in Recife een geheel nieuw stadion gebouwd.
| № | Datum       | Wedstrijd                | Uitslag | Competitie             | Toeschouwers |
| - | ----------- | ------------------------ | ------- | ---------------------- | ------------ |
| 1 | 2 juli 1950 | Chili – Verenigde Staten | 5 – 2   | WK 1950 Groepsfase (B) | 8.501        |

Estádio do Maracanã (Rio de Janeiro) · Estádio do Pacaembu (São Paulo) · Estádio Sete de Setembro (Belo Horizonte) · Estádio Durival de Britto (Curitiba) · Estádio dos Eucaliptos (Porto Alegre) · Estádio Ilha do Retiro (Recife)